# なぜ?謎!ごはん。
『なぜ?謎!ごはん。』は、2003年10月1日から2004年9月12日までテレビ東京で放送されていた番組である。全50回。

## 概要
お米・ごはんについて各地での農業体験を通して解き明かしてきた「母と子のための情報番組」である。夕方のアニメ再放送枠で2003年に放送を開始し2004年には日曜日の朝に放送時間を変更した。

## 出演者
- 宮崎美子
- 林伸行

## 放送時間
- 第1期
  - 2003年10月1日から2004年3月24日：毎週水曜日17:25～17:55
- 総集編
  - 2004年4月3日：6:00～6:30
- 第2期
  - 2004年4月4日から9月12日：毎週日曜日7:00～7:30

## サブタイトル

### 第1期
| ＃1  | 2003年10月1日  | 「棚田の水はどうやって入れているの?」                         |
| ＃2  | 2003年10月8日  | 「田んぼのコイは何をしているの?」                             |
| ＃3  | 2003年10月15日 | 「田んぼにはどんな生き物がいるの?」                           |
| ＃4  | 2003年10月22日 | 「なぜ田んぼにはいつも水があるの?」                           |
| ＃5  | 2003年10月29日 | 「子供稲作農業体験ってどんなことするの?」                     |
| ＃6  | 2003年11月5日  | 「調査指令!:田んぼにいるアイガモは何をしているの?」           |
| ＃7  | 2003年11月12日 | 「調査指令!:農業研究所ってどんなことをしているの?」           |
| ＃8  | 2003年11月19日 | 「調査指令!:昔の農機具ってどんなの?」                         |
| ＃9  | 2003年11月26日 | 「調査指令!:ミルク菓子のようなお米ってどんなの?               |
| ＃10 | 2003年12月3日  | 「調査指令!:“きりたんぽ”ってどうして“きりたんぽ”っていうの?」 |
| ＃11 | 2003年12月10日 | 「調査指令!:昔、お米はどうやって運んだの?」                   |
| ＃12 | 2003年12月17日 | 「調査指令!:1本ノ稲には何粒のお米ができるの?」                |
| ＃13 | 2003年12月24日 | 「調査指令!:お米の保存ってどうしているの?」                   |
| ＃14 | 2004年1月7日   | 「調査指令!:もち米と普通のお米はナニがちがうの?」             |
| ＃15 | 2004年1月14日  | 「調査指令!:玄米ごはんの人気の謎を調査せよ!」                 |
| ＃16 | 2004年1月21日  | 「調査指令!:日本酒に使われるお米は普通のお米と違うの?」       |
| ＃17 | 2004年1月28日  | 「調査指令!:古代米って、どんなお米なの?」                     |
| ＃18 | 2004年2月4日   | 「調査指令!:せんべいに使うお米は普通のお米と違うの?」         |
| ＃19 | 2004年2月11日  | 「調査指令!:冬の農業試験場では何をしているの?」               |
| ＃20 | 2004年2月18日  | 「調査指令!:お米を取った後のワラってどうしてるの?」           |
| ＃21 | 2004年2月25日  | 「調査指令!:どうして田んぼに石垣があるの?」                   |
| ＃22 | 2004年3月3日   | 「調査指令!:田んぼの水車は何のためにあるの?」                 |
| ＃23 | 2004年3月10日  | 「調査指令!:お餅はどうやって作るの?」                         |
| ＃24 | 2004年3月17日  | 「調査指令!:古代の人は、どうやってお米を食べていたの?」       |
| ＃25 | 2004年3月24日  | 「調査指令!:田んぼの単位、一町・一反ってどのくらい広いの?」   |

### 第2期
| ＃26 | 2004年4月4日  | 「田植えの準備は不思議がいっぱい～!の巻」  |
| ＃27 | 2004年4月11日 | 「春爛漫!沖縄で田植えに挑戦!の巻」         |
| ＃28 | 2004年4月18日 | 「稲作大好き!元気なおじいちゃんの巻」      |
| ＃29 | 2004年4月25日 | 「田んぼの形がバ～ラバラ!?の巻」           |
| ＃30 | 2004年5月2日  | 「昔ながらの土づくり!?の巻」               |
| ＃31 | 2004年5月9日  | 「タケノコの里で田植えの準備!!の巻」       |
| ＃32 | 2004年5月16日 | 「富士山が見える海辺の田んぼの巻」         |
| ＃33 | 2004年5月23日 | 「マリンリゾートの街 葉山の田んぼの巻」    |
| ＃34 | 2004年5月30日 | 「ワイワイ楽しいはじめての田植えの巻」     |
| ＃35 | 2004年6月6日  | 「レンゲ畑で米作り!?の巻」                 |
| ＃36 | 2004年6月13日 | 「農家の納屋は玉手箱の巻」                 |
| ＃37 | 2004年6月20日 | 「パクパク雑草食べちゃうぞ!の巻」          |
| ＃38 | 2004年6月27日 | 「田植えの後も仕事がいっぱい!?の巻」       |
| ＃39 | 2004年7月4日  | 「田植えをしない?!米作り!の巻」            |
| ＃40 | 2004年7月11日 | 「ふるさとの味」                           |
| ＃41 | 2004年7月18日 | 「農家の住まいは不思議がイッパイ!の巻」    |
| ＃42 | 2004年7月25日 | 「田んぼに役立つビニールの秘密!?の巻」     |
| ＃43 | 2004年8月1日  | 「夏休みスペシャル 田んぼの生き物Part-1」  |
| ＃44 | 2004年8月8日  | 「夏休みスペシャル 田んぼの生き物Part-2」  |
| ＃45 | 2004年8月15日 | 「夏の棚田のお手伝い!の巻」                |
| ＃46 | 2004年8月22日 | 「美味しいお米を育てる秘密の巻」           |
| ＃47 | 2004年8月29日 | 「米沢は牛もいいけどお米も最高!の巻」      |
| ＃48 | 2004年9月5日  | 「美味しいお米の花が咲いた!!の巻」         |
| ＃49 | 2004年9月12日 | 「お米・ごはんのなぜ?謎!すべて見せます!!」 |

## エンディング曲
第1期「おいしいレシピ」
作詞 - 木の子 / 作曲・編曲 - 中田ヤスタカ / 歌 - ぱふゅ～む